# Liste der Straßen und Plätze in Gostritz

Lage der Gemarkung Gostritz in Dresden

Die Liste der Straßen und Plätze in Gostritz beschreibt das Straßensystem im Dresdner Stadtteil Gostritz mit den entsprechenden historischen Bezügen. Aufgeführt sind Straßen, die im Gebiet der Gemarkung Gostritz liegen. Kulturdenkmale in der Gemarkung Gostritz sind in der Liste der Kulturdenkmale in Gostritz aufgeführt.
Gostritz ist Teil des statistischen Stadtteils Kleinpestitz/Mockritz, der wiederum zum Stadtbezirk Plauen der sächsischen Landeshauptstadt Dresden gehört. Wichtigste Straße in der Gemarkung ist die A 17, die auf ihrem Abschnitt zwischen den Anschlussstellen Dresden-Südvorstadt und Dresden-Prohlis die Gostritzer Flur im äußersten Südwesten tangiert. Insgesamt gibt es in Gostritz fünf benannte Straßen und Plätze, die in der folgenden Liste aufgeführt sind.

## Legende
Die nachfolgende Tabelle gibt eine Übersicht über die vorhandenen Straßen und Plätze im Ortsteil sowie einige dazugehörige Informationen. Im Einzelnen sind dies:
- Name/Lage: Aktuelle Bezeichnung der Straße oder des Platzes sowie unter ‚Lage‘ ein Koordinatenlink, über den die Straße oder der Platz auf verschiedenen Kartendiensten angezeigt werden kann. Die Geoposition gibt dabei ungefähr die Mitte der Straße an.
- Länge/Maße in Metern: Die in der Übersicht enthaltenen Längenangaben sind nach mathematischen Regeln auf- oder abgerundete Übersichtswerte, die in Google Earth mit dem dortigen Maßstab ermittelt wurden. Sie dienen eher Vergleichszwecken und werden, sofern amtliche Werte bekannt sind, ausgetauscht und gesondert gekennzeichnet. Bei Plätzen sind die Maße in der Form a × b dargestellt. Der Zusatz ‚im Stadtteil‘ bzw. ‚im Ortsteil‘ gibt an, wie lang die Straße innerhalb des Stadt-/Ortsteils ist, sofern sie durch mehrere Stadt-/Ortsteile verläuft.
- Namensherkunft: Ursprung oder Bezug des Namens.
- Jahr der Benennung: Zeitpunkt, zu dem die Straße ihren heute gültigen Namen erhielt (sofern bekannt).
- Anmerkungen: Weitere Informationen bezüglich anliegender Institutionen, der Geschichte der Straße, historischer Bezeichnungen, Baudenkmalen usw.
- Bild: Foto der Straße.

## Straßenverzeichnis
| Name/Lage               | Länge/Maße | Namensherkunft                                                                     | Jahr der Benennung | Anmerkungen | Bild                      |
| ----------------------- | ---------- | ---------------------------------------------------------------------------------- | ------------------ | --- | ------------------------- |
| Altgostritz Lage        |            | Alter Dorfkern von Gostritz                                                        |                    | Altgostritz entstand als Platzdorf, allerdings ist dieser Charakter durch die Einbeziehung von Teilen des Platzes in Grundstücke sowie die gassenartige Erweiterung des Dorfes kaum mehr erkennbar. | Altgostritz               |
| Babisnauer Straße Lage  |            | Babisnau, Ortsteil der nahegelegenen Gemeinde Kreischa                             |                    | Die Babisnauer Straße ist die direkte Verbindung zum Dorfkern des benachbarten Stadtteils Mockritz.                                                                                                 | Babisnauer Straße, rechts |
| Friebelstraße Lage      |            | August Friebel (1828–1900), Gemeindevorstand und Ortsrichter von Leubnitz-Neuostra |                    | Die Friebelstraße verbindet Rosentitz über Gostritz mit Leubnitz-Neuostra. | Friebelstraße             |
| Gostritzer Straße Lage  |            | Gostritz                                                                           |                    | Die Gostritzer Straße verbindet Gostritz mit dem alten Dorfkern von Strehlen. | Gostritzer Straße         |
| Rosentitzer Straße Lage |            | Rosentitz, westlich benachbarter Ortsteil von Bannewitz                            |                    | Die Rosentitzer Straße verläuft unmittelbar östlich von Altgostritz. | Rosentitzer Straße        |